# Dreikaisereck
Koordinaten: 50° 13′ 45,7″ N, 19° 9′ 27,8″ O

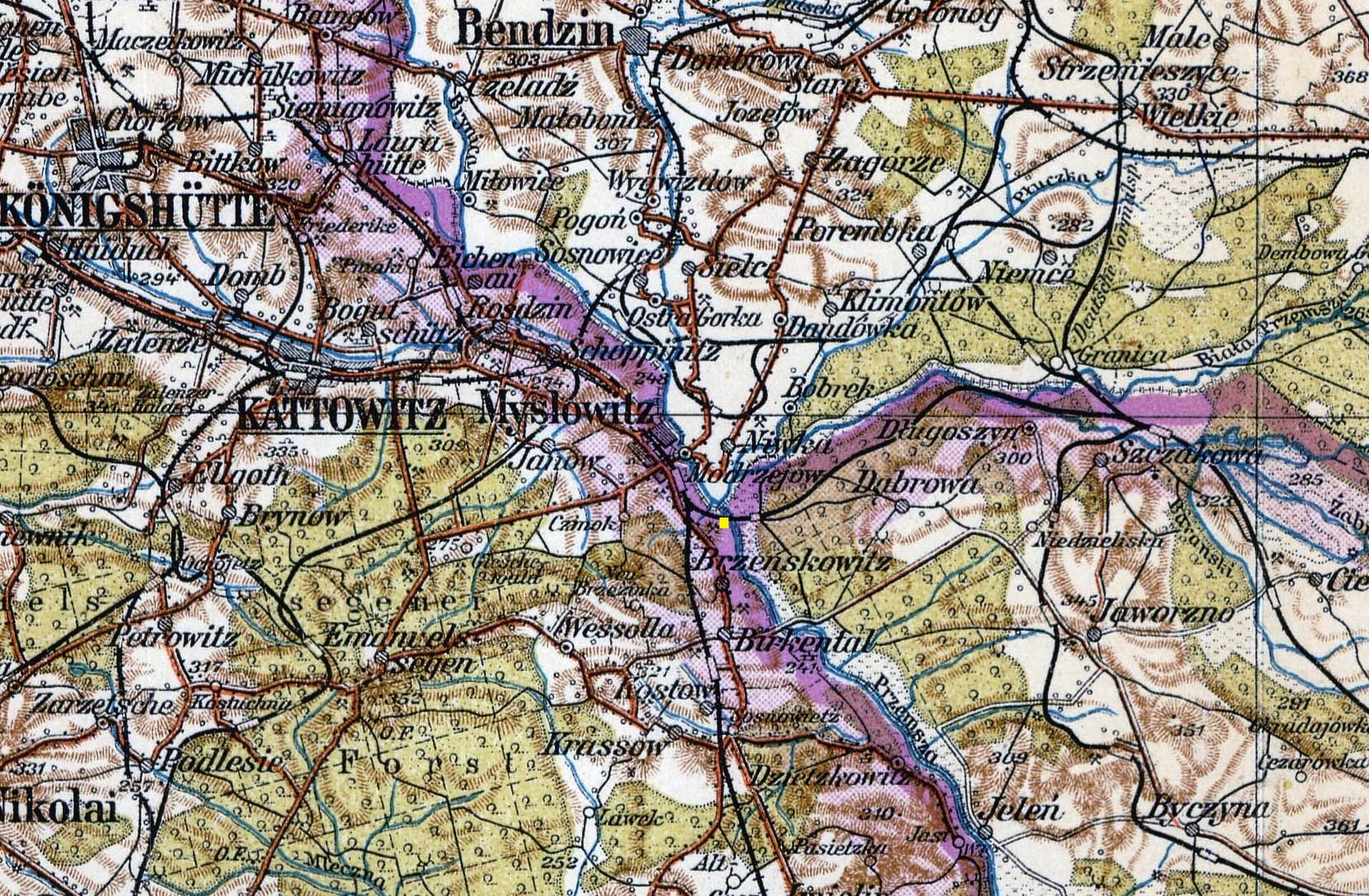
Dreikaisereck im Jahr 1910

Das Dreikaisereck (polnisch Trójkąt Trzech Cesarzy, russisch Угол трёх императоров), auch Drei-Kaiserreich-Ecke genannt, war das Dreiländereck zwischen den Kaiserreichen Russland, Österreich-Ungarn und Deutschland auf heute polnischem Gebiet.

## Geschichte
Der Zusammenfluss der Schwarzen Przemsa und der Weißen Przemsa zur Przemsa bei Myslowitz wurde am 16. November 1846 in der Folge des Krakauer Aufstands zum Dreiländereck, als die Republik Krakau vom österreichischen Kaiser als Großherzogtum Krakau annektiert wurde. Es war aber zunächst ein Zweikaisereck, weil der dritte Landesherr, der König von Preußen, erst 1871 Kaiser wurde. Verträge der drei Mächte wurden analog als Dreikaiserabkommen und Dreikaiserbund bezeichnet.
1848 wurde die Krakau-Oberschlesische Eisenbahn unmittelbar südlich eröffnet. Kurz darauf auch der Abschnitt der Oberschlesischen Eisenbahn bis Myslowitz.
Das Dreiländereck wurde ab dem Ende des 19. Jahrhunderts zu einem touristischen Anziehungspunkt und damit zum Ansichtskartenmotiv. Auf deutscher Seite entstanden in einem parkartig gestalteten Gelände mehrere Ausflugsgaststätten an Wanderwegen sowie 1907 ein 22 Meter hoher Bismarckturm nach dem 1899 in einem Wettbewerb preisgekrönten Typenentwurf „Götterdämmerung“ des Architekten Wilhelm Kreis als Aussichtsturm. Im Jahr 1902 wurde im Ort Myslowitz ein Zweikaiserdenkmal aufgestellt, bei dessen Enthüllung im Oktober der deutsche Kronprinz als Vertreter der Monarchie anwesend war.
Nach Ausbruch des Ersten Weltkriegs mussten sich die Russen aus ihrem Weichselland zurückziehen, bevor 1917 bzw. 1918 alle drei Kaiser ihren Thron verloren. Am ehemaligen Dreiländereck verlief nun die deutsch-polnische Grenze, aber als Ostoberschlesien auf Beschluss des Völkerbunds vom 10. Oktober 1921 polnisch geworden war, wurde das Gebiet polnisch. Der Bismarckturm wurde zwischen dem 21. August 1937 und 1938 auf Initiative des Woiwoden Michał Grażyński abgerissen, die Steine wurden für Bauten in Kattowitz verwendet.
Das Dreikaisereck, an dem die Städte Mysłowice (Myslowitz), Jaworzno und Sosnowiec (Sosnowitz, die Stadtteile Modrzejów, Niwka/Niwki und Jęzor) aneinandergrenzen, geriet bis zu den 1990er Jahren in Vergessenheit. Eine im Jahre 2007 angebrachte Gedenktafel erinnerte an einen Ort, an dem die „Grenzen dreier (polnischer) Teilungsgebiete zusammentrafen“. Diese Inschrift war historisch unrichtig, da hier die Grenzen Deutschlands und zweier Teilungsgebiete Polens aufeinander trafen. Schlesien war von den Teilungen Polens am Ende des 18. Jahrhunderts nicht betroffen, sondern lag bereits seit der ersten Hälfte des 14. Jahrhunderts außerhalb Polens. Im Jahre 2012 wurde die ursprüngliche Tafel durch eine neue Tafel mit folgender Inschrift ersetzt: „An dem Ort, an dem einst die Grenzen dreier Staaten zusammentrafen, feiern wir heute den Beitritt Polens zur Europäischen Union und sind stolz darauf, ein Europa ohne Grenzen zu schaffen.“

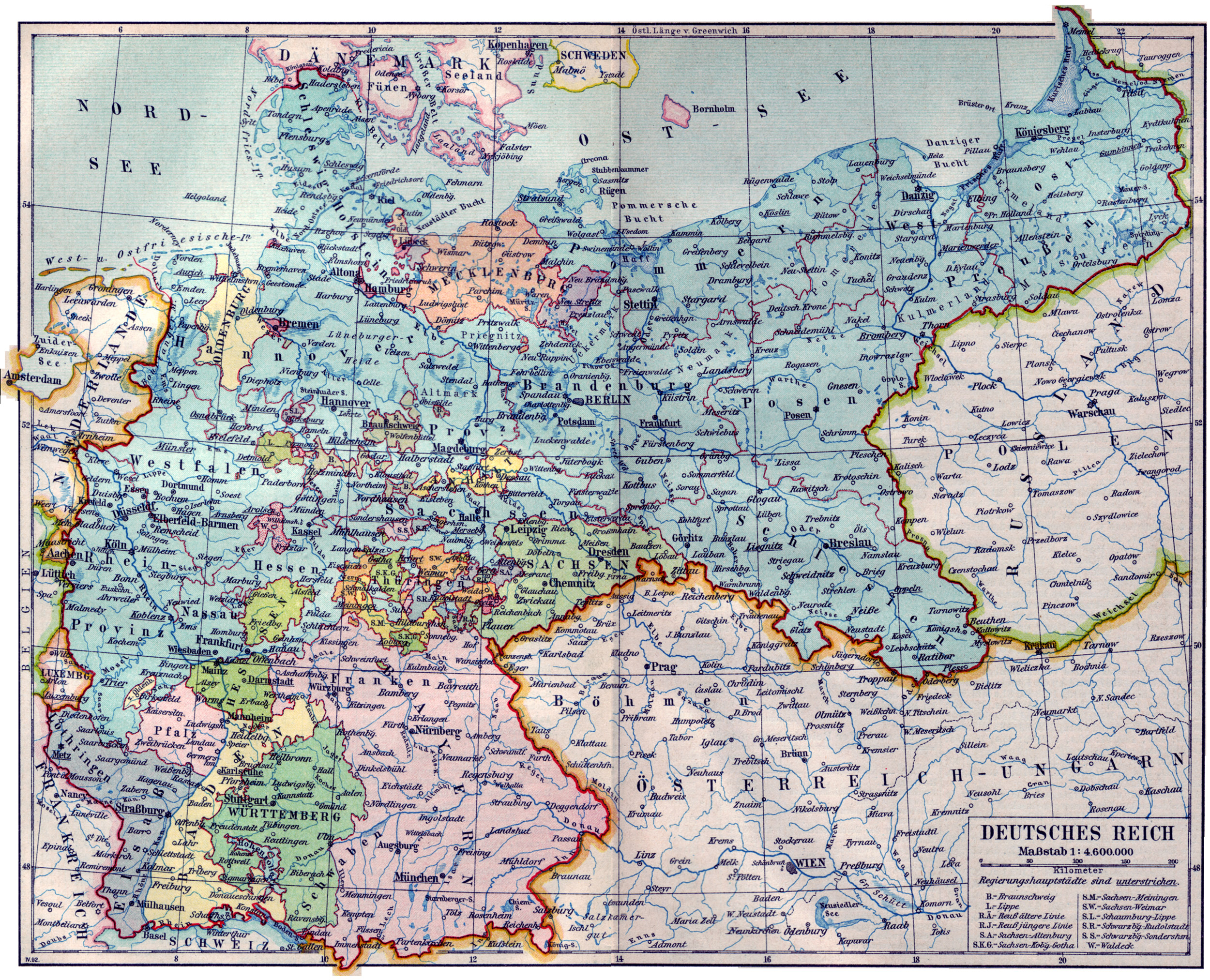
Deutsches Reich, 1892
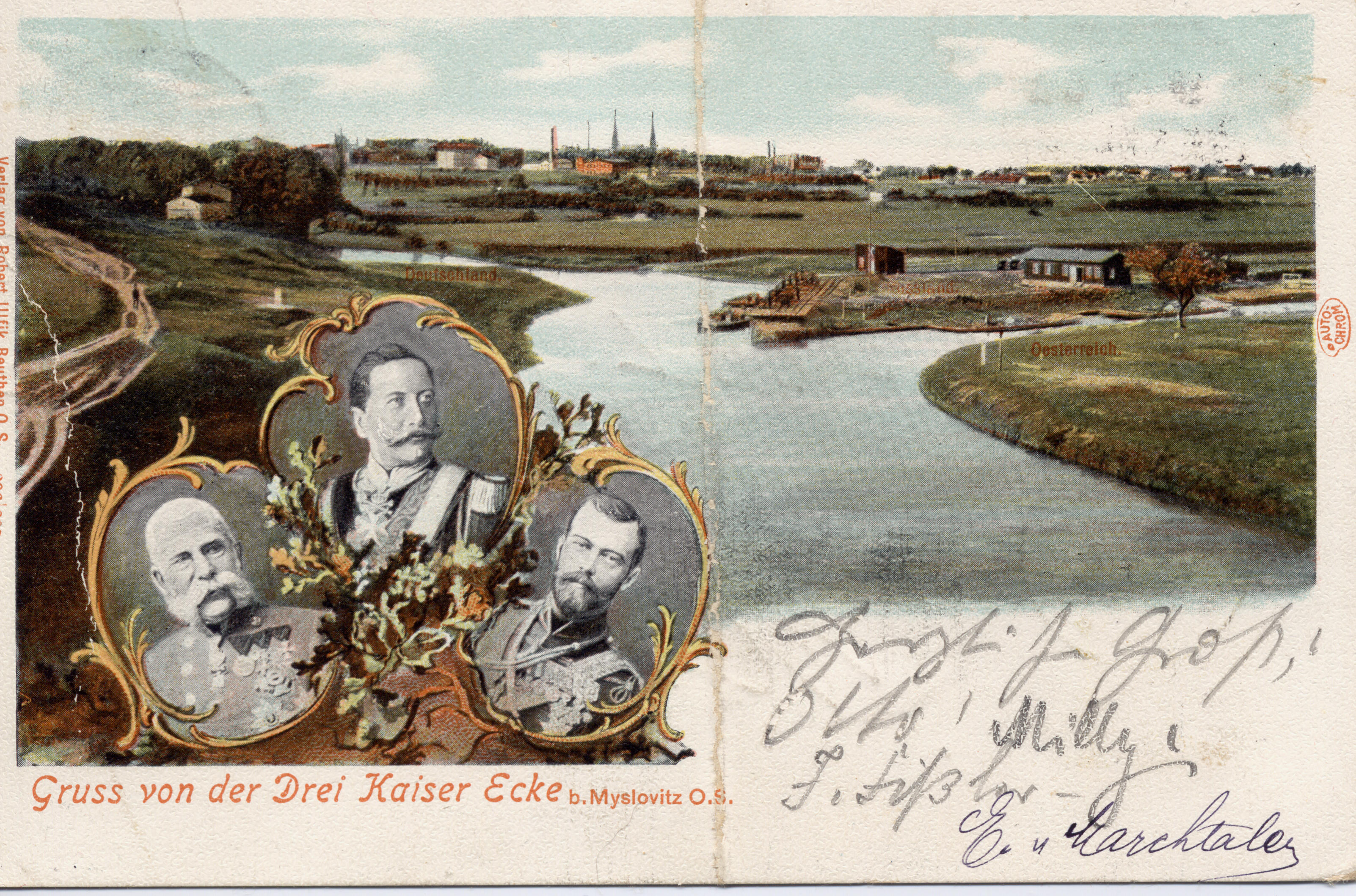
Gruss von der Drei Kaiser Ecke b. Myslovitz O.S., Ansichtskarte 1902
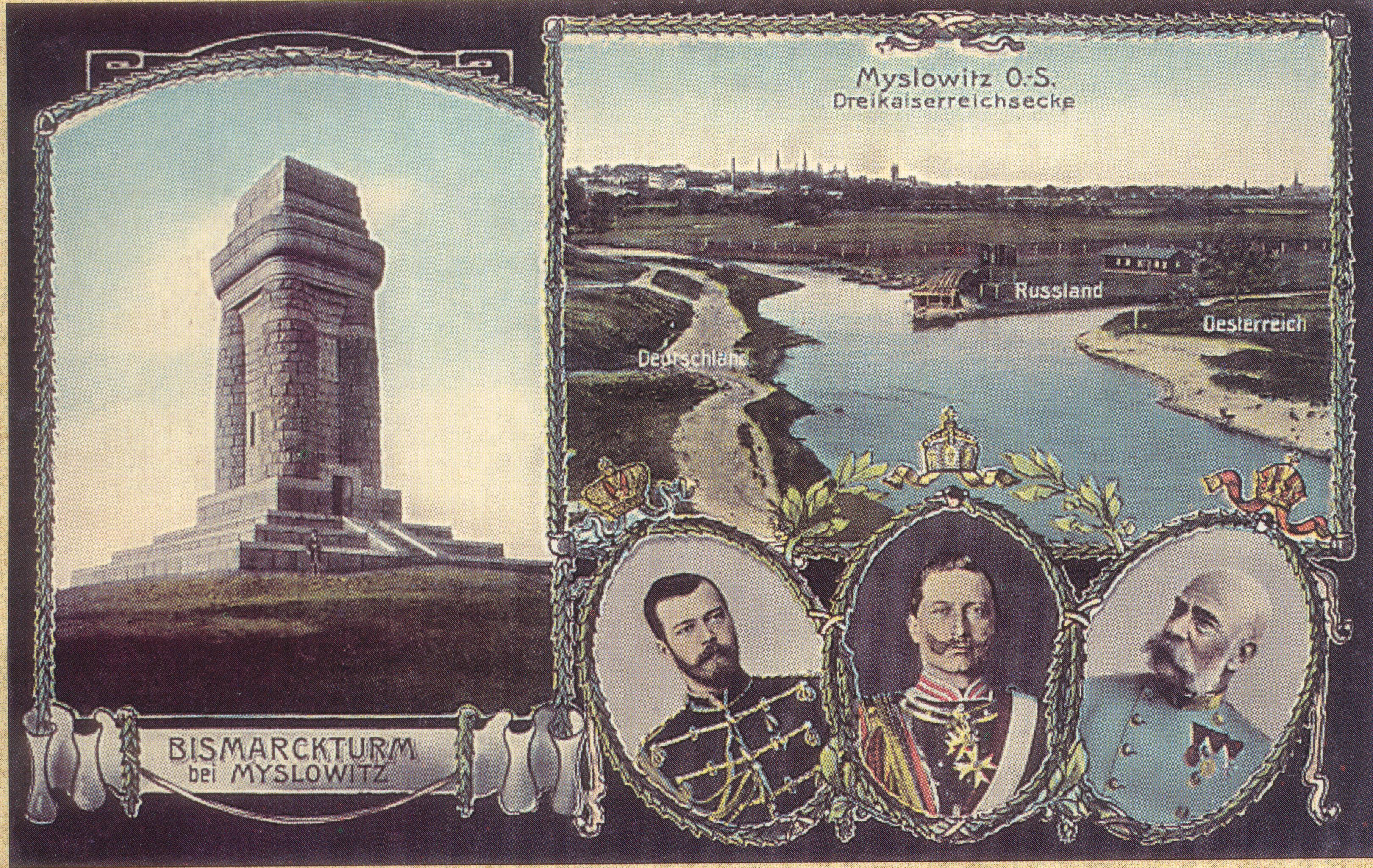
Ansichtskarte, um 1910
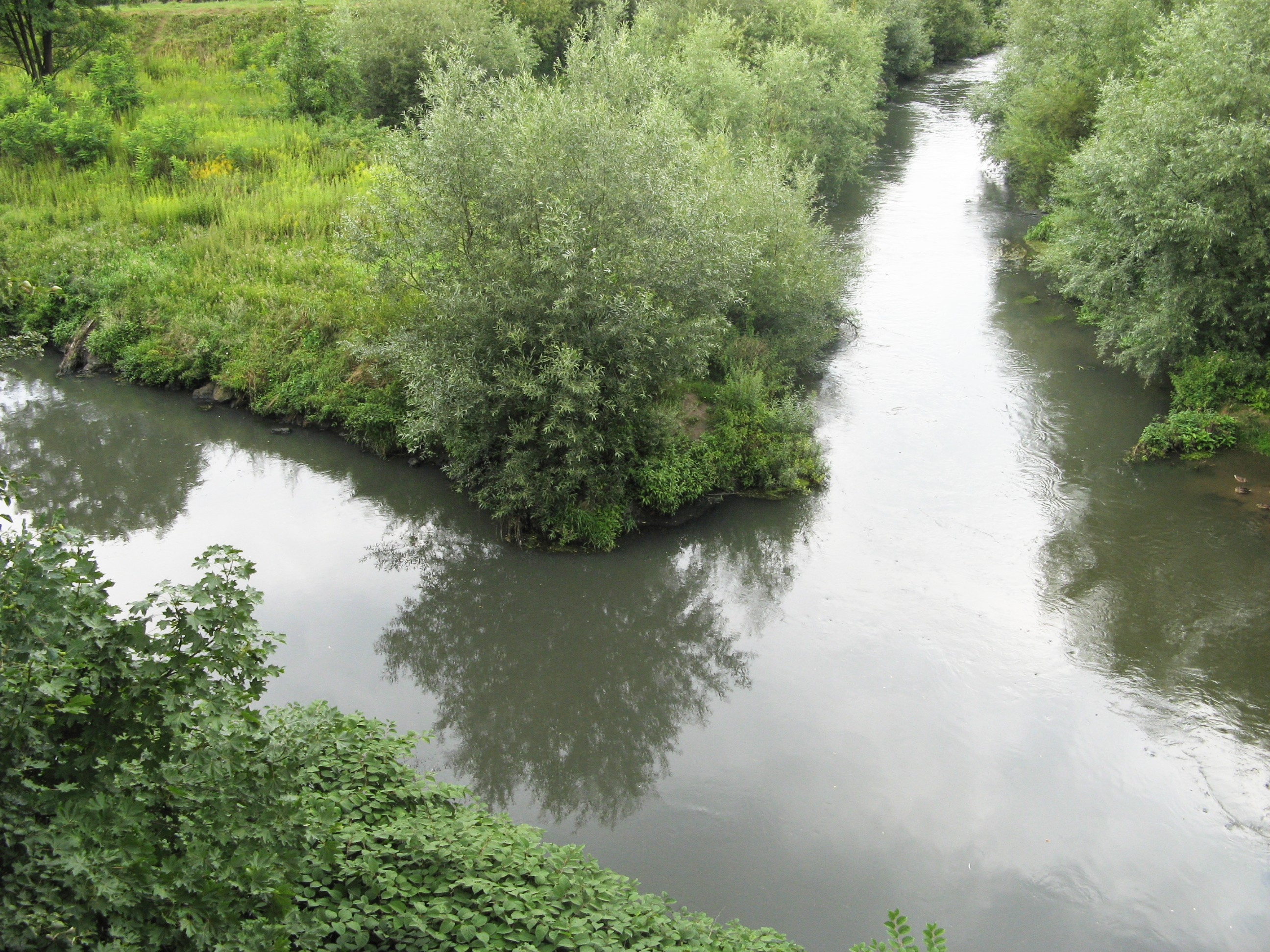
Foto von 2007: Deutschland links unten, Österreich-Ungarn rechts oben, Russland links oben
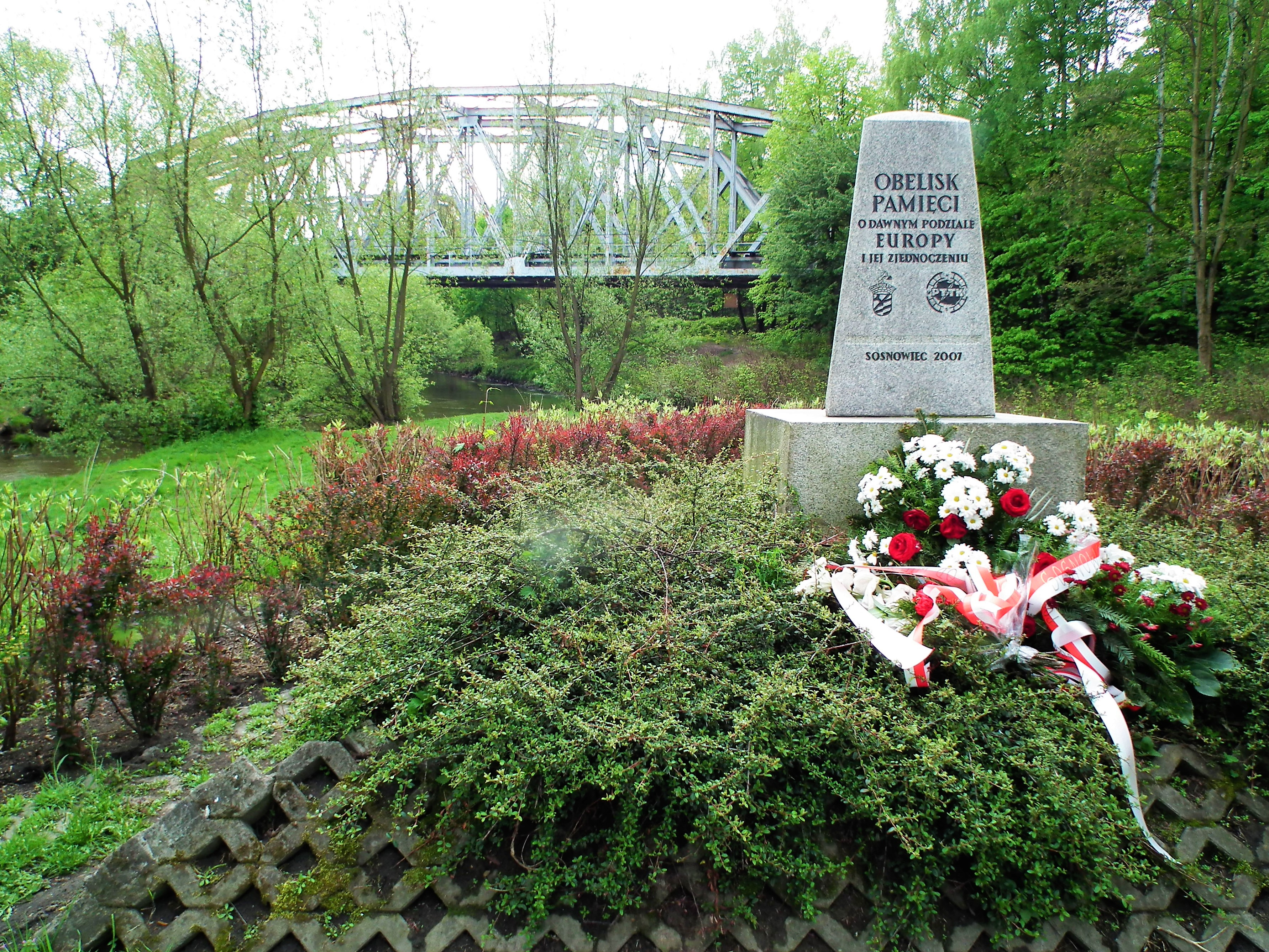
Gedenkstein von 2007 mit neuer Tafel aus 2012 im Jahr 2019, ehemalige Krakau-Oberschlesische Eisenbahn im Hintergrund
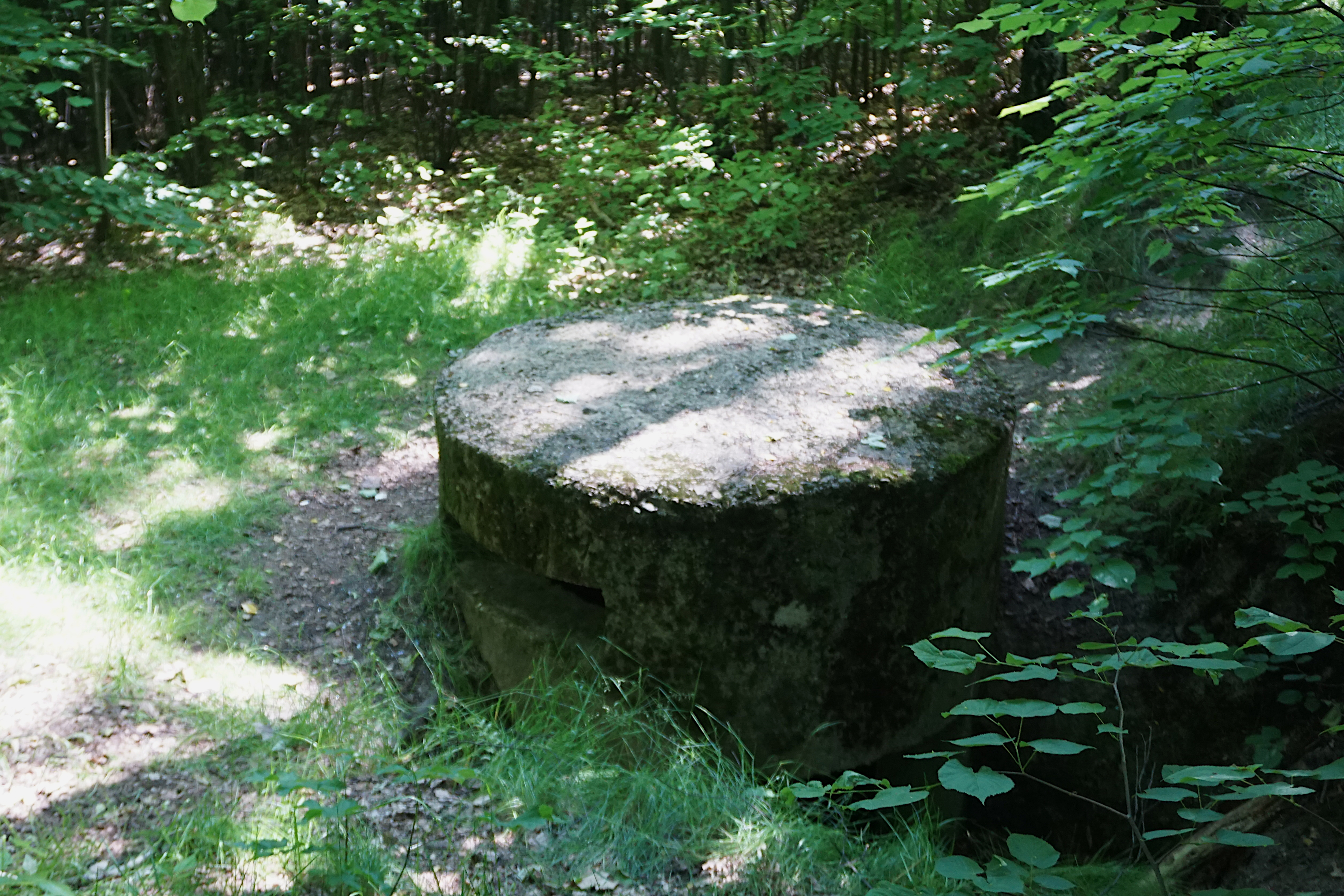
Einer von mehreren Bunkern am Dreikaisereck (Myslowitzer Seite)